# Michaël Lucerne

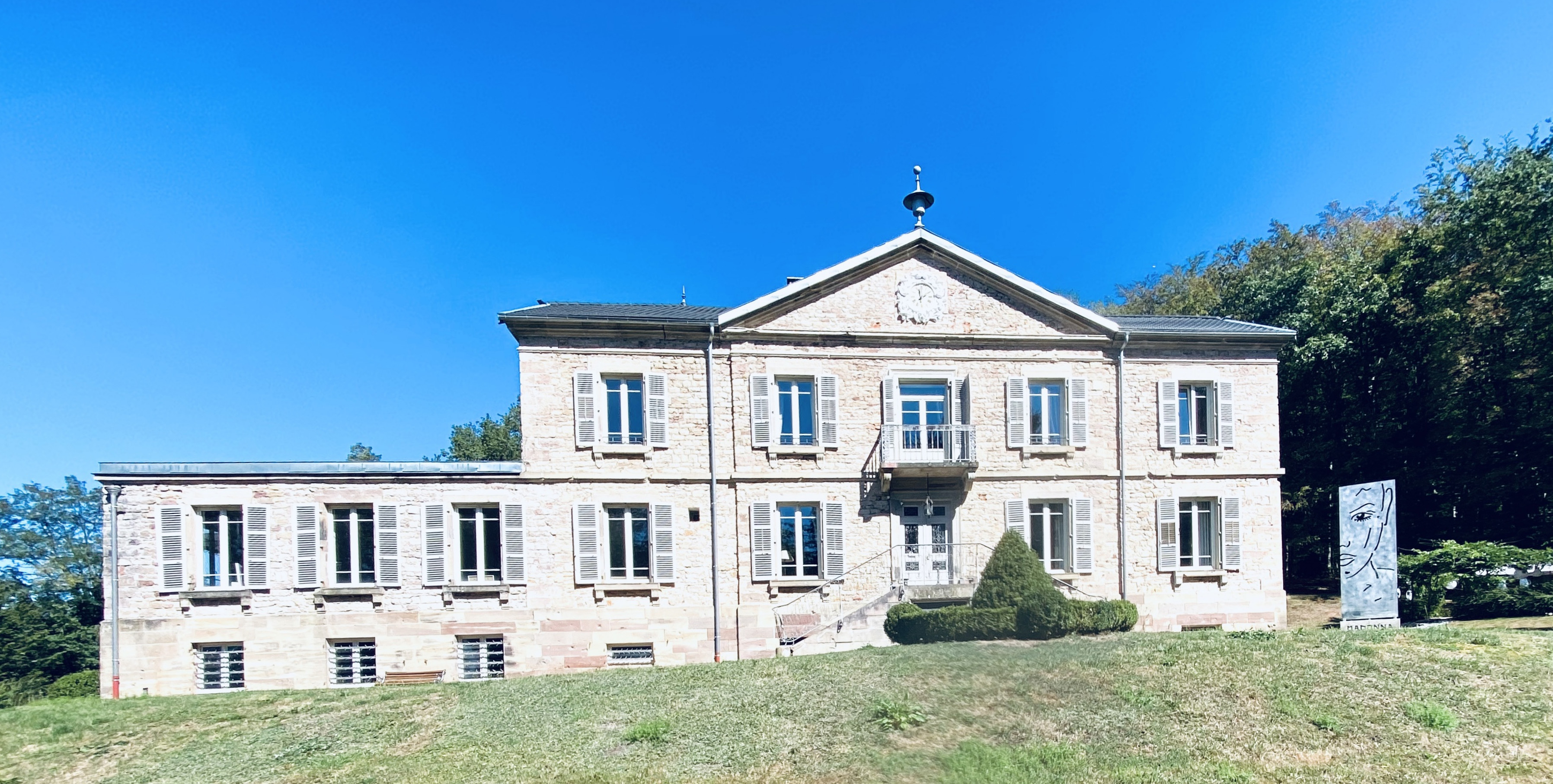
Michaël Lucerne arbeitet und lebt seit Beginn des Jahres 2020 auf Château de la Houillère in Chamagney in der Nähe von Rochamp.

Michaël Lucerne (* 9. Dezember 1964 in Dijon) ist ein Schweizer Maler und Objektkünstler. Er lebt und arbeitet in Luzern und in Champagney.

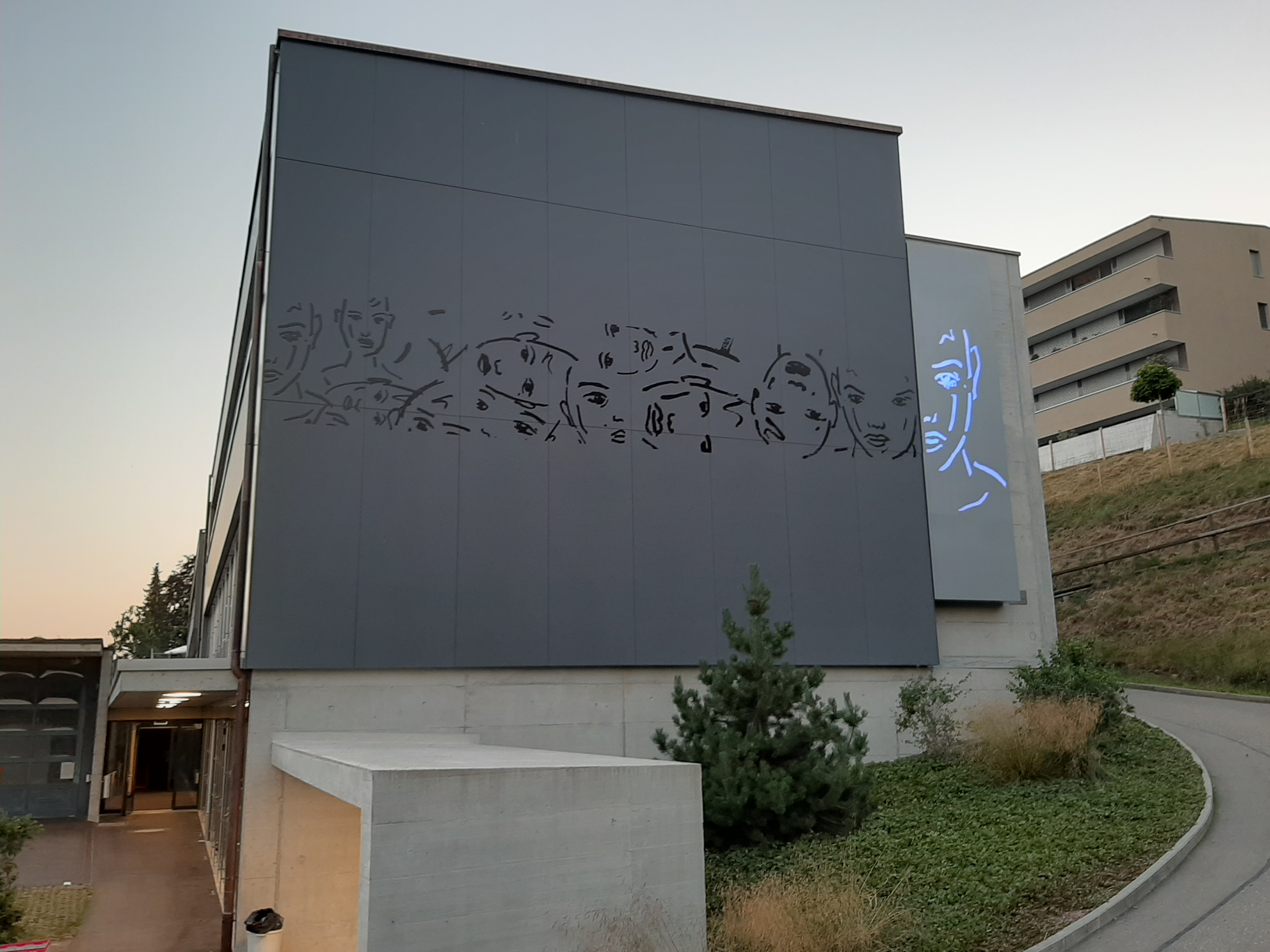
Das Lichtwand Objekt (Länge 12 Meter, Höhe 4,8 m) wurde von Michaël Lucerne auf Einladung der Gemeinde Wauwil im Jahre 2019 realisiert

## Leben
Michaël Lucerne heisst mit bürgerlichem Namen Michaël Koch. Er wuchs in Ruswil im Kanton Luzern auf, absolvierte von 1980 bis 1985 eine kaufmännische Ausbildung an der École Privée Catholique (Katholische Privatschule) in Neuenburg und arbeitete zunächst in der Modebranche. Von 1995 bis 1997 liess er sich vom Schweizer Künstler Peter Dietschy in der Aktmalerei ausbilden. Von 1997 bis 2002 absolvierte er mehrere Studienreisen und hielt sich unter anderem in den USA, Marokko, Ägypten, der Slowakei und Italien sowie in Oman auf.

## Werk
Im Zentrum seiner Arbeiten steht die Auseinandersetzung mit dem menschlichen Körper. Lucerne beschäftigte sich neben der Malerei auch mit Grafik, Fotografie und Bildhauerei und schuf zahlreiche Wandinstallationen und Skulpturen, viele davon im öffentlichen Raum. Auch die Auseinandersetzung mit der Gestaltung von Alltagsgegenständen ist in seinem Werk wichtig, hier verwischen sich die Grenzen zwischen Kunst und Design.
Sein Werk ist in den Kunstsammlungen von wichtigen Firmen in der Innerschweiz vertreten:
- Sammlung Swiss Steel, Emmen
- Schindler Stiftung, Hergiswil
- Raiffeisenbank, Kriens-Malters
- Pilatus-Bahnen Luzern

## Ausstellungen (Auswahl)
- 2002–2003: Galerie im Hof, Zug, Schweiz
- 2004: Gallery Menier, London, UK
- 2004: Gallery Waterfront, Gent, Belgien
- 2005–2009: Galerie Bättig Fine Arts, Luzern, Schweiz
- 2005: Ostra Gallery, Dubai, UAE
- 2006: Radical Gallery, Zug, Schweiz
- 2007: XVA Gallery, Dubai, UAE
- 2010: Nero Galerie, Wiesbaden, Deutschland
- 2011: Historisches Museum Luzern, «Alles Wurscht oder was?»
- 2012: New Albion Gallery, Sydney, Australien
- 2017: STAL Gallery, Muscat, Oman
- 2017: AB43 Contemporary, Thalwil
- 2017: Turbine Fermata, Giswil, Schweiz
- 2019: STAL Gallery, Muscat, Oman

## Werke im öffentlichen Raum und Spezialprojekte (Auswahl)
- 1997: Parts of Body. Eisenbahnwagen-Edition Wascosa AG, Luzern, Schweiz
- 1998: Gold-Nude-Faces Lastwagen-Edition, HCB Holderbank, Zürich, Schweiz
- 2000: Eisenplastik, Pilatus-Bahnen, Alpnachstad, Schweiz
- 2005: Art-Lift – Edition, Schindler AG, Hergiswil, Schweiz
- 2010: Wandbild Vierwaldstättersee, Residenz Sunneziel, Meggen, Schweiz
- 2018: Meissen-Vasen mit Motiven aus seiner Werkegruppe «White». Gastkünstler im Artcampus der Porzellan Manufaktur Meissen, Deutschland
- 2018: Oona Caviar Verpackung Sonderedition, Frutigen Bern, Schweiz
- 2019: Licht-Wandobjekt Gemeinde Wauwil, Luzern, Schweiz
- 2020: Stiftung Bruder Klaus, Sachseln, Schweiz

### Medien-Artikel (Auswahl)
- Bernadette Muff: Designerkarrieren mit Aluminium. In: Handelszeitung. Nr. 41. Zürich 10. Oktober 2001, S. 37.
- Carolina Micaela Haug: Er lässt die Pinsel knallen. In: Schweizer Illustrierte. Ringier Verlag, Zürich 13. Februar 2011, S. 48–51 (michaellucerne.com).
- Martina Abächerli: Für dieses Bild hat eine Miss Schweiz Modell gestanden. In: Blick. Ringier, 20. Oktober 2010, S. 6 (michaellucerne.com).
- Evelyne Fischer: Nun hat auch Wauwil seine „Eigernordwand“. In: Zentralschweiz am Sonntag. Luzern 28. Juni 2019, S. 32 (michaellucerne.com).